# نادي الميرغني
نادي الميرغني الرياضي التعليمي (أو نادي الميرغني للتربية الرياضية) هو نادي كرة قدم سوداني مقره كسلا. الملعب الرسمي للفريق هو ملعب الميرغني كسلا. يلعب الفريق في الدرجة الثانية من الدوري السوداني الممتاز.

## وصلات خارجية
- بطاقة النادي - موقع كووورة